# Championnat d'Égypte de football 1952-1953
Navigation
Saison précédente Saison suivante
La saison 1952-1953 du Championnat d'Égypte de football est la 4e édition du championnat de première division égyptien. Dix clubs égyptiens prennent part au championnat organisé par la fédération. Les équipes sont regroupées en une poule unique où elles rencontrent leurs adversaires deux fois, à domicile et à l'extérieur.
Après une année d'interruption (décidée afin de préparer au mieux l'équipe nationale pour les Jeux olympiques d'Helsinki), c'est le club d'Al Ahly SC, triple tenant du titre, qui remporte à nouveau le championnat, après avoir terminé en tête du classement, avec deux points d'avance sur le Zamalek SC (ex-Farouk Club) et quatre sur le Al-Masry Club. C'est le 4e titre de champion d'Égypte de l'histoire du club, qui réalise un nouveau doublé en battant le Zamalek en finale de la Coupe d'Égypte.

## Les clubs participants
| - Al Ahly SC - Tersana SC - Ismaily SC - Zamalek SC (ex-Farouk Club) - Al-Masry Club | - Port Fouad - Al Olympi - Ittihad Alexandrie - Al Teram - Al Sekka Al Hadid |

## Compétition

### Classement
Le classement est établi sur le barème de points classique (victoire à 2 points, match nul à 1, défaite à 0).
| Rang | Équipe             | Pts | J  | G  | N | P  | Bp | Bc | Diff |
| ---- | ------------------ | --- | -- | -- | - | -- | -- | -- | ---- |
| 1    | Al Ahly SC T C     | 28  | 18 | 12 | 4 | 2  | 37 | 23 | +14  |
| 2    | Zamalek SC         | 26  | 18 | 10 | 6 | 2  | 33 | 19 | +14  |
| 3    | Al-Masry Club      | 24  | 18 | 10 | 4 | 4  | 40 | 23 | +17  |
| 4    | Tersana SC         | 20  | 18 | 9  | 2 | 7  | 42 | 33 | +9   |
| 5    | Al Sekka Al Hadid  | 19  | 18 | 7  | 5 | 6  | 32 | 33 | -1   |
| 6    | Ittihad Alexandrie | 17  | 18 | 5  | 7 | 6  | 23 | 24 | -1   |
| 7    | Al Olympi          | 14  | 18 | 6  | 2 | 10 | 29 | 35 | -6   |
| 8    | Port Fouad         | 13  | 18 | 5  | 3 | 10 | 22 | 31 | -9   |
| 9    | Ismaily SC         | 11  | 18 | 4  | 3 | 11 | 27 | 41 | -14  |
| 10   | Al Teram           | 7   | 18 | 1  | 5 | 12 | 19 | 42 | -23  |

| Légende : Qualifications et relégations | Légende : Qualifications et relégations                |
| --------------------------------------- | ------------------------------------------------------ |
|                                         | Champion d'Égypte 1952-1953                            |
|                                         | T : Tenant du titre C : Vainqueur de la Coupe d'Égypte |

## Bilan de la saison
| Championnat d'Égypte de football 1952-1953 |                       |
| Champion                                   | Al Ahly SC (4e titre) |
| Coupes et trophées                         |                       |
| Vainqueur de la Coupe d'Égypte 1952-1953   | Al Ahly SC            |
| Promotions et relégations                  |                       |
| Promus en Egyptian Premier League          | Aucun                 |
| Relégués en Egyptian Second League         | Aucun                 |